# Beiträge zur Geschichte des Nationalsozialismus
Beiträge zur Geschichte des Nationalsozialismus (BGNS) ist eine historische Fachzeitschrift mit Schwerpunkt auf die Geschichte des Nationalsozialismus. Die Beiträge erscheinen seit 2002 im Göttinger Wallstein Verlag. Die erste Ausgabe erschien 1985 als Beiträge zur nationalistischen Gesundheits- und Sozialpolitik im Rotbuch Verlag Berlin. 

In einer Darstellung des Fachportals Clio-online heißt es in einer Selbstbeschreibung der Herausgeber unter anderem: „Wir stehen methodisch für die politische Sozialgeschichtsschreibung. Unser Ziel ist es, durch betont empirische Geschichtsforschung zur Erklärung der beunruhigenden Stabilität und Effizienz des NS-Regimes beizutragen und vereinfachender Mythenbildung und reiner Ideologiebezogenheit entgegenzuwirken.“ Die Redaktion hat die Adresse Fachbereich Soziologie und Geschichte der Universität Konstanz. Kontaktperson ist der Professor für Zeitgeschichte Sven Reichardt.